# La Passion grecque
Versions successives
Version remaniée donnée à Zurich en 1961
La Passion grecque (tchèque : Řecké pašíje) est un opéra en quatre actes de Bohuslav Martinů sur un livret du compositeur d'après le roman Le Christ recrucifié de Níkos Kazantzákis, traduit en anglais par Jonathan Griffin. La première mondiale a eu lieu le 6 juin 1961 à l'Opéra de Zurich sous la direction de Paul Sacher, en version allemande. C'est le quatorzième et dernier opéra de Bohuslav Martinů .

## Historique
Il existe en deux versions de l'opéra. Martinů compose une première version de 1954 à 1957, en langue anglaise, qu'il offre au Royal Opera House de Londres, à Covent Garden en 1957. Le directeur musical, Rafael Kubelík, et l'administrateur général, David Webster, approuvent la partition qui est alors soumise à un comité d'experts dont le compositeur Sir Arthur Bliss qui rejettent l'oeuvre « pour des raisons dramaturgiques et musicales ».
Le compositeur réécrit son oeuvre qui sera finalement donnée à l'Opéra de Zurich le 9 juin 1961, cette fois en allemand. L'ouvrage est créé en version française en concert à Paris en décembre 1964 sous la direction d'Hans Erismann puis repris sur scène à Rouen, au Théâtre des Arts, en 1973, dans une mise en scène de René Terrasson. Le chef d'orchestre Charles Mackerras dirige l'opéra une première fois en 1981, au Welsh National Opera. C'est aussi en 1981, qu'a eu lieu la Première américaine au Metropolitan Opéra. Un premier enregistrement sort en 1982, à propos duquel Alain Arnaud pour Le Monde, souligne : « L'équilibre savant entre solistes et chœurs, les complexités d'une dynamique subtilement différenciée, la tradition nationale de la puissance symphonique, font de cette œuvre ultime de Martinu une œuvre marquante du répertoire dramatique du vingtième siècle ».
La première version est cependant reconstituée sous la direction d'Aleš Březina, musicologue, compositeur et directeur du Centre Bohuslav Martinů de Prague, traduite en tchèque par Eva Bezděkova et créée au festival de Bregenz en 1999.
Dans cette version originale retrouvée, l'oeuvre ne sera rejouée au Royal Opera House, qu'en 2000, dans une mise en scène de David Pountney, avec Christopher Ventris dans le rôle de Manolios, et sous la direction de Sir Charles Mackerras.
L'opéra est ensuite repris en République tchèque en janvier 2005, au théâtre national de Brno, dans la mise en scène de David Pountney, « Some 48 years after its completion, this was its Czech premiere » . La première représentation de l'œuvre en Grèce a eu lieu à Thessalonique en 2005, dans une traduction grecque de Ioanna Manoledaki, basée sur le texte du roman de Kazantzakis
En 2017, a lieu un enregistrement live des représentations alors donnée à l'Opéra de Graz de cette première version, à propos de laquelle l'Avant Scène Opéra « Autant dire qu'on se réjouit, à travers ce live de l'Opéra de Graz, de posséder aujourd'hui la première, révélée à Bregenz en 1999. »
Le festival de Salzbourg en donne, à son tour, pour plusieurs représentations, la version dite Zurich, mais dans le langage de l'original en anglais, en août 2023, sous la direction musicale de Maxime Pascal et dans une mise en scène de Simon Stone. Maxime Pascal s'exprime ainsi sur le choix de la version : « La version zurichoise est plus stricte et efficace ; l'histoire est racontée de manière plus directe, et les couleurs et le « parfum » de la partition sont plus fortement concentrés. »
Bien que toujours rarement joué, l’opéra a fait l’objet d’une nouvelle production saluée dans sa version originale à la Staatsoper Hannover en avril 2025, mise en scène par Barbora Horáková. Après plusieurs reports dus à la pandémie de COVID-19, cette production a marqué une reprise importante, avec Christopher Sokolowski dans le rôle de Manolios.

## Distribution
| Rôle                           | Tessiture                | Distribution de la Première 9 juin 1961 (chef d'orchestre : Paul Sacher) |
| ------------------------------ | ------------------------ | ------------------------------------------------------------------------ |
| Manolios, un berger            | ténor                    | Glade Peterson                                                           |
| Katerina, une jeune veuve      | soprano ou mezzo-soprano | Sandra Warfield                                                          |
| Panait, amant de Katerina      | ténor                    | Zbyslaw Wozniak                                                          |
| Grigoris, prêtre de Lycovrissi | baryton basse            | James Pease                                                              |
| Fotis, prêtre des réfugiés     | baryton basse            | Heinz Borst                                                              |
| Yannakos, colporteur           | ténor                    | Fritz Peter                                                              |
| Kostandis, un cafetier         | baryton                  | Robert Kerns                                                             |
| Lenio, la fiancée de Manolios  | soprano                  | Jean Cook                                                                |
| Ladas, un vieil avare          | rôle parlé               | Fritz Lanius                                                             |
| Le Patriarche, un ancien       | baryton basse            | Siegfried Tappolet                                                       |
| Michelis, fils du patriarche   | ténor                    | Ernst-August Steinhoff                                                   |
| Nikolios, un jeune berger      | soprano                  | Robert Thomas                                                            |
| Andonis, un coiffeur           | rôle parlé               | Leonhard Päckl                                                           |
| Une vieille femme              | contralto                | Adelhait Schaer                                                          |
| Une voix dans la foule         | baryton                  |                                                                          |
| Despinio, un réfugié           | soprano                  | Mirjam Lutomirski                                                        |
| An old man, un réfugié         | basse                    | Werner Ernst                                                             |
| Chorus: Villageois, réfugiés   |                          |                                                                          |

## Argument et contexte
L'action se situe durant la guerre entre les Turcs et les Grecs entre 1919 et 1922. Le chef d'orchestre Maxime Pascal qui dirige l'orchestre philharmonique de Vienne durant les représentations du festival de Salzbourg, en août 2023, souligne dans un entretien « D'une part, il y a le contexte du village grec avec une congrégation chrétienne-orthodoxe en Anatolie, où les interprètes d'un spectacle de la Passion sont choisis tous les sept ans. D'autre part, il y a un deuxième groupe, celui des réfugiés qui ont été chassés de leur village et qui cherchent asile dans le premier village, mais qui en sont à nouveau chassés. La fusion des événements politiques et religieux est à l'origine du conflit — et tout ce qui est essentiel pour comprendre la musique découle de cette constellation »
Le patriarche est occupé à distribuer les rôles de la Passion du Christ qui doit être représentée dans un village grec d'Asie mineure. Le choix des acteurs pose problème : le berger est choisi pour interpréter le Christ, tandis que la veuve doit incarner Marie-Madeleine. Durant les préparatifs de la cérémonie, des rescapés d'un village saccagé par les Turcs, arrivent pour chercher refuge dans le village qui leur accorde une terre dans la montagne. Mais leur arrivée déchire la communauté qui exprime un fort phénomène de rejet des réfugiés. Le ton monte et les drames se succèdent : le berger Manolios qui incarne le Christ est excommunié par le Patriarche puis poignardé par Panait, choisi pour incarner Judas. Des relations amoureuses se font et se défont dans ce cadre tragique.

## Discographie
- 1996 - La Passion Grecque (Intégrale) - David Gwynne (basse), Jana Jonasova (voix), Jeffrey Lawton (ténor), John Mitchinson (ténor), Rita Cullis (soprano), John Harris (soprano), Helen Field (soprano), Geoffrey Moses (basse), Catherine Savory (soprano), Arthur Davies (ténor), John Tomlinson (basse), Phillip Joll (baryton) - direction musicale par Charles Mackerras- Reference: SU103611 - Format: 2 CD -  CD, Classique Sudaphon[17]

- 2010 -  Řecké pašije (La Passion grecque) H. 372 II, avec Grigoris, Jarosla Horaček, Kostandis, René Tuček, Janakos, Zdeněk Jankovský, Panaït, Oldřich Spisar, Manolios,Vilém Přibyl, Michelis, Lubomir Havlák, Lenio, Nad’a Šormová, Fotis, Richard Novák - Chœur de la radio tchèque - Chœur d’enfants de la radio tchèque - Orchestre symphonique de la radio tchèque- sous la direction musicale de Libor Pešek- Supraphon – 2 CD –SU 3984-2 –109’56’’ - [18].
- 2017 - La Passion grecque - avec Wilfried Zelinka (Grigoris), Ivan Oreščanin (Archon), Dietmar Hirzberger (le Capitaine), Falk Witzurke (le Maître d'école),Tino Sekay (Ladas), Rolf Romei (Manolios), Dshamilja Kaiser (Katerina), Manuel von Senden (Yannakos), Martin Fournier (Michelis), Taylan Reinhard (Panait), Dariusz Perczak (Kostandis), Tatjana Miyus (Lenio), Richard Friedemann Jähnig (Dimitri), Sanggyoul Lee (Andonis), Christian Scherler (Nikolios) - Chœur et Orchestre de l'Opéra de Graz, direction de Dirk Kaftan (enregistré en mars/avril 2016) - CD Oehms OC 967. Distr. Outhere